# 北海道道1089号猿払鬼志別線
北海道道1089号猿払鬼志別線（ほっかいどうどう1089ごう さるふつおにしべつせん）は、北海道宗谷郡猿払村内を結ぶ一般道道（北海道道）である。

## 概要
1989年（平成元年）に廃止されたJR北海道 天北線の線路跡を利用した路線。起点は旧猿払駅跡で、終点は旧鬼志別駅跡である。猿払村芦野から同村豊里までの区間は2008年（平成20年）10月31日に開通した。

### 路線データ
- 起点：北海道宗谷郡猿払村猿払（北海道道584号猿払停車場線・北海道道585号狩別猿払停車場線交点）
- 終点：北海道宗谷郡猿払村鬼志別（北海道道443号鬼志別停車場線交点）
- 総延長：9.7km

## 歴史
- 1990年（平成2年）1月16日 路線認定[2]。

## 地理

### 通過する自治体
- 宗谷総合振興局
  - 宗谷郡猿払村

### 交差する道路
猿払村
- 北海道道584号猿払停車場線 - 猿払（起点）
- 北海道道585号狩別猿払停車場線 - 猿払（起点）
- 北海道道443号鬼志別停車場線 - 鬼志別（終点）

### 沿線にある施設など
猿払村
- 猿払村立芦野小学校 - 芦野175-246